# Margaritaville
Margaritaville (Margaritaville en VO) est le troisième épisode de la saison 13 de South Park.
Kyle Broflovski, Randy Marsh et Stan Marsh sont les personnages principaux de cet épisode qui parodie la crise économique.

## Synopsis
La ville de South Park est sous les feux de la crise. Alors que personne ne sait comment réagir, Randy a son idée et propose à la ville de traiter l'économie comme une divinité que l'irresponsabilité de l'Homme aurait mise en colère et qu'il faudrait apprivoiser.
Kyle s'insurge et va à l'encontre de cette thèse. Il apprend aux gens que l'économie n'est pas une entité mais un concept qui ne doit pas s'apprivoiser mais se contrôler. Dans ce but, Kyle se procure une carte bancaire American Express Platinum. Quand les membres du conseil ont vent des actions de Kyle, ils décident de l'éliminer, mais ce dernier les surprend tous en utilisant sa carte American Express pour payer les dettes de tout le monde. Ce faisant, Kyle s'écroule de fatigue. Finalement, la presse remercie le sauveur, ce que Kyle apprécie — sauf que la presse remercie Barack Obama, ce qui met Kyle hors de lui.
Parallèlement, Stan veut rendre le Margaritaville de son père mais on le renvoie toujours ailleurs. Il découvre que les décisions de renflouement émanant du gouvernement fédéral sont prises au moyen d'une roue sur laquelle on fait se balader un poulet décapité sur un air de kazoo. Stan trouve cela tellement effarant qu'il jette le Margaritaville sur la roue et s'en va.